# Parque nacional Tandooreh
El Parque nacional Tandooreh (en persa: پارک ملی تندوره) es el nombre que recibe un área protegida con estatus de Parque nacional localizada en el noreste del país asiático de Irán, cerca de la ciudad de Dargaz y de la frontera con la vecina Turkmenistán.
Ocupa una superficie estimada en 73.435 hectáreas en la norteña provincia de Khorasan, una de las divisiones administrativas de Irán. Entre las especies que destacan se encuentra el leopardo persa. Es visitado principalmente por sus valles profundos, escarpadas colinas y por atracciones como cabras que se ven pastoreando en las mañanas.
La precipitación anual en la zona es de 250 a 300 mm y la distribución de las precipitaciones es muy diferente en diferentes estaciones del año, la mayor parte de la lluvia se produce en la primavera.